# Museo de Ámsterdam
El Museo de Ámsterdam, hasta 2011 llamado Amsterdams Historisch Museum, es un museo sobre la historia de Ámsterdam. Desde 1975, está ubicado en el antiguo orfanato de la ciudad entre Kalverstraat y Nieuwezijds Voorburgwal.

## Historia
El museo se inauguró en 1926 en el Waag, una de las puertas de la ciudad de Ámsterdam del siglo XV. Desde 1975 se encuentra en un antiguo convento que se utilizó desde 1581 como orfanato municipal de Ámsterdam. El edificio fue ampliado por Hendrick y su hijo Pieter de Keyser, y luego reconstruido por Jacob van Campen en 1634. El orfanato funcionó en este edificio hasta 1960.

## Colección
El museo expone diversos objetos relacionados con la historia de Ámsterdam, desde la Edad Media hasta la actualidad. Se exponen muchos de los muebles originales del orfanato de la ciudad, así como artefactos relacionados con la Rasp house, la antigua casa de corrección de Ámsterdam en la que se obligaba a los presos a escofinar madera para hacer serrín. Desde 2011, el museo gestiona 70.000 objetos conservados en diversos edificios y almacenes. De ellos, unos 25.000 han sido fotografiados y están a disposición del público en línea. Para celebrar el cambio de su nombre (eliminando la palabra "Histórico") y el décimo aniversario de Wikipedia, el 15 de enero de 2011, el museo "regaló" a Wikipedia una memoria USB con la colección de fotos en línea para simbolizar la liberación pública de sus fotografías digitales de alta calidad realizadas de su colección. Esto incluye todos los objetos bidimensionales que ya estaban libres de derechos de autor, pero la novedad es el conjunto de fotos de arte tridimensional.[cita requerida]

En el museo se exponen cuadros, maquetas, hallazgos arqueológicos, fotografías, pero también objetos menos probables, como un carillón que se puede tocar, un Witkar (vehículo ecológico de los años 60) y una réplica del Café 't Mandje (un famoso pub del barrio rojo donde se reunían prostitutas, proxenetas, marineros y mujeres lesbianas).

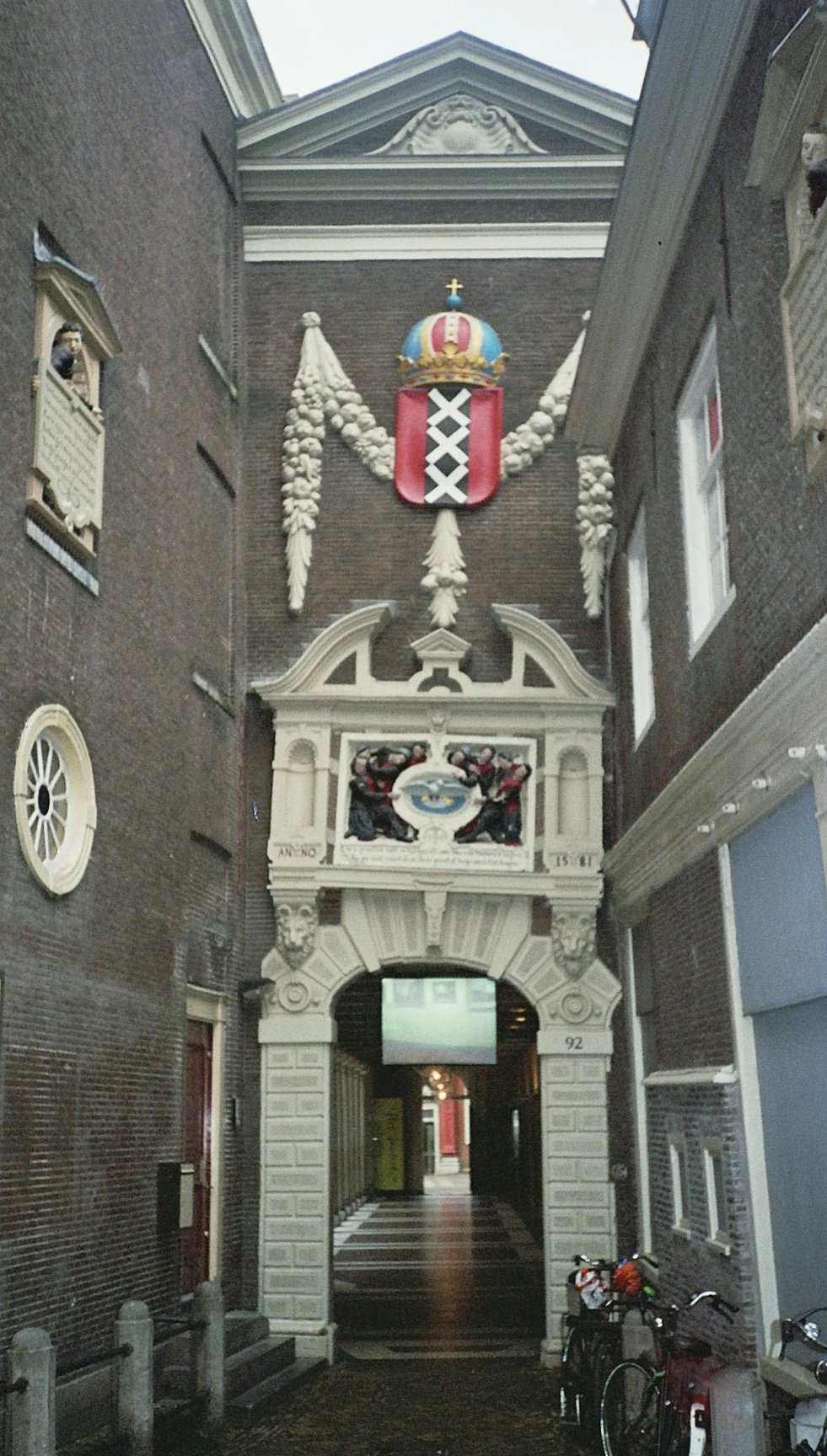
El escudo de armas de Ámsterdam sobre la entrada al museo.
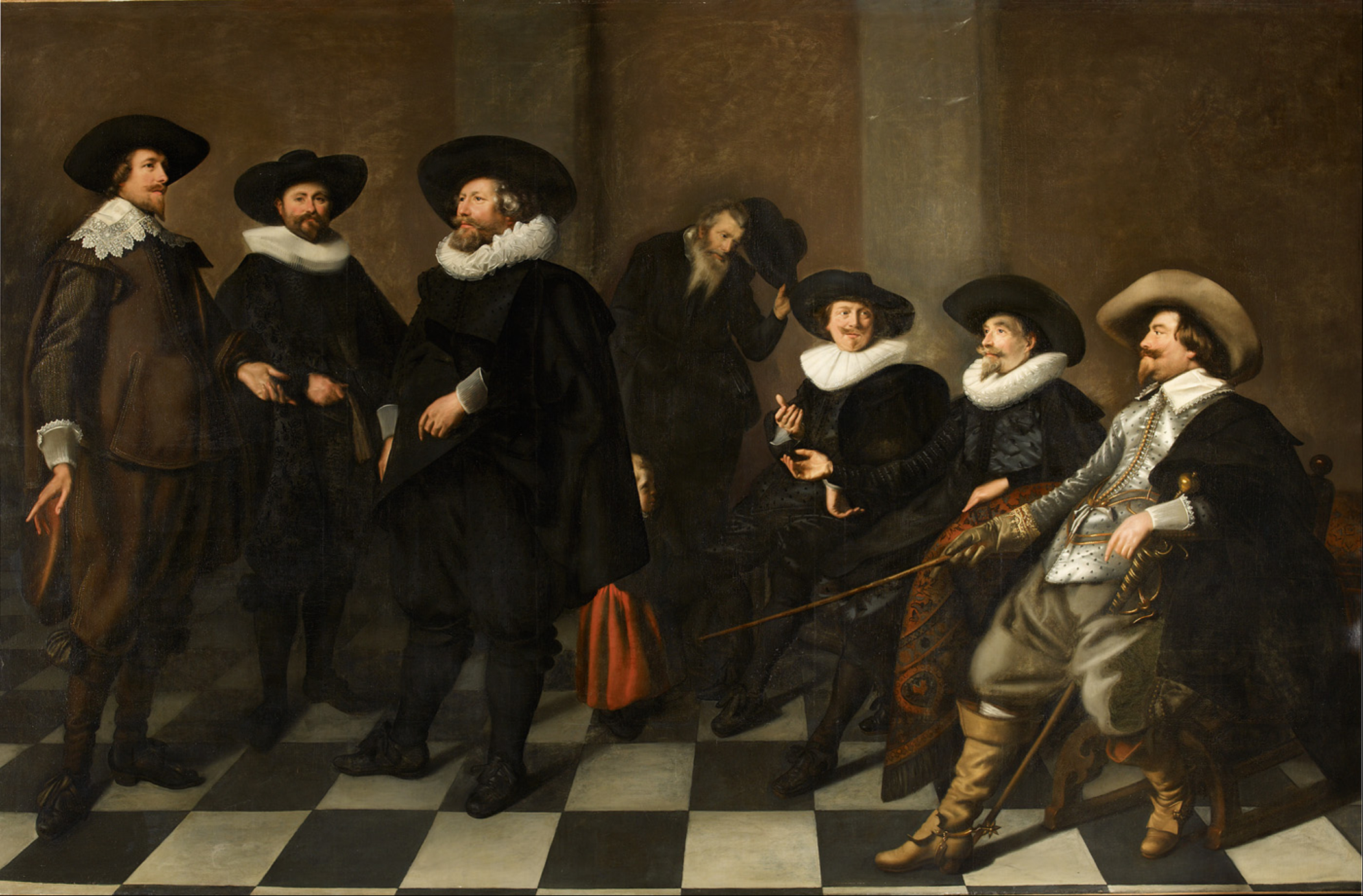
Regentes del orfanato de la ciudad vieja, la pintura de Abraham de Vries todavía se puede ver en la pared de la sala del regente donde se instaló en 1633 EC.
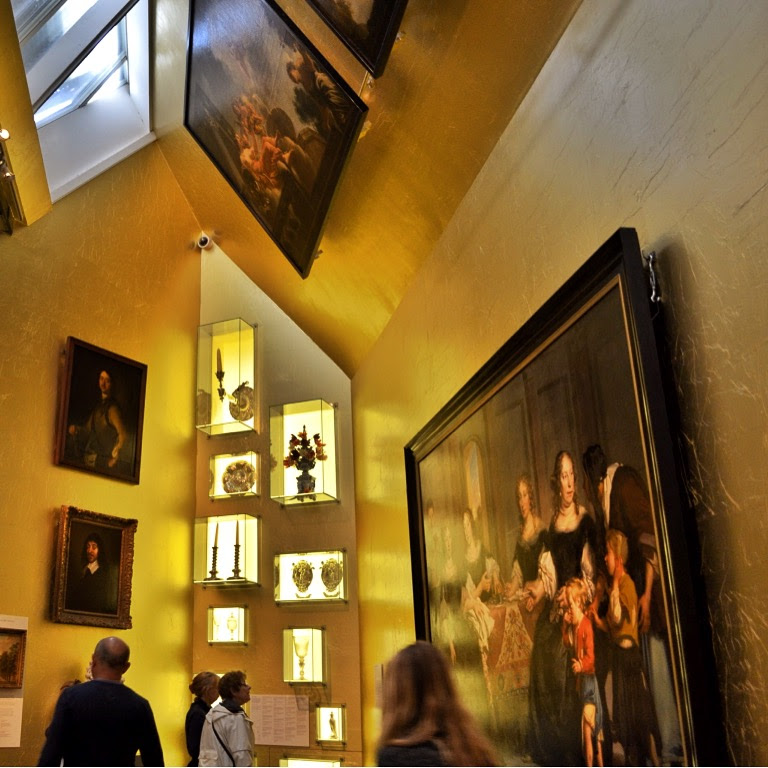
Una de las galerías modernas del Museo de Ámsterdam.